# ورزشگاه مجموعه المپیک قوزان‌لی
ورزشگاه مجموعه المپیک قوزان‌لی (به لاتین: Guzanli Olympic Complex Stadium) یک ورزشگاه فوتبال در جمهوری آذربایجان است که در شهرستان آغ‌دام واقع شده‌است.